# Bánffy Kristóf

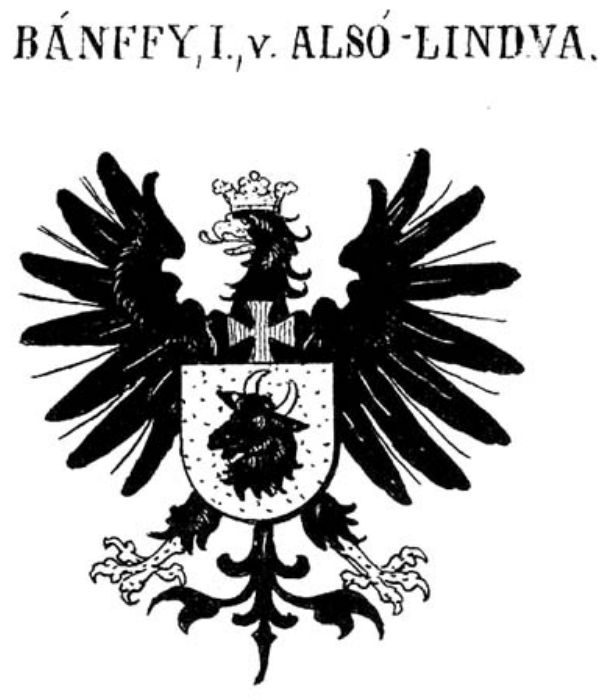
Az alsólendvai Bánffy család címere

Gróf alsólendvai Bánffy Kristóf (Nemti, 1577. március 12. – ?, 1646. november 26.), tárnokmester 1625 és 1644 között, királyi pohárnokmester 1622 és 1625 között, Zala vármegye főispánja, hadvezér, nagybirtokos.

## Élete
Az ősrégi Zala vármegyei főnemesi Hahót nemzetségbeli alsólendvai Bánffy család sarja. Apja alsólendvai Bánffy Miklós (1547–1593), 1573-ban főpohárnok, 1569 és 1579 között Zala vármegye főispánja, nagylelkű mecénás, nagybirtokos, anyja Zrínyi Orsolya (1552–1593). Az apai nagyszülei alsólendvai Bánffy István (1522–1568), aki 1567 és 1568 között országbíró, királyi étekfogó mester, nagybirtokos, és guthi Országh Magdolna voltak. Az anyai nagyszülei a szigetvári kapitány Zrínyi Miklós és Frangepán Katalin voltak.
Bánffy Kristóf és családja 1598. évig református vallású volt, ekkor azonban az öreg atyja Bánffy István által elűzött pálos barátok közül Brátulich Simont, igen művelt és tudományos férfiút várába vett, a ki őt 1598 táján a katolikus vallásra térítette Kristófot; miután azonban Alsólendván akkor más templom nem volt, mint a Szent-János külvárosi, Bánffy Kristóf Alsólendván katolikus egyházat építtetett, melynek egy, ezüstből készült és belül megaranyozott kelyhet ajándékozott, ezen kehely 1895. évben is meg volt az alsólendvai katolikus egyházban, rajta volt az alsólendvai Bánffy család címere. Ezzel visszatért az alsólendvai Bánffy család illetve sok familiárisa és jobbágya a katolikus hitre.
A törökök elleni harcokban, illetve az alsólendvai vár megvédésében kiemelkedő szerepet játszott az ő korában Zala megyében. 1601. évben Bánffy Kristóf elszánt bátor zsoldosaival az Alsólendvát megtámadó török-tatár csordát ismét visszaverte. 1603. évi Vízkereszt napján hajnalban mintegy ezer főből állt török-tatár csorda ismét megtámadta Alsólendvát, de azt Bánffy Kristóf ismét oly hősileg védelmezte, hogy az ellenségnek a mocsáron át bejutni nem sikerült. Ezen kudarc miatt azok felbőszülvén, a mocsárt megkerülték és neki rontottak Alsólendva mocsáron túli külvárosának: Szent-Jánosnak; ebben a mohácsi vész után Bánffy János által építtetett templomot és zárdát felgyújtották és földig lerombolták és azok többé fel sem építtettek. Az ellenség, hogy megbosszulja e kudarcot, 1603. október 16-án ismét Alsólendva előtt termett. A vár népe éppen szürettel volt elfoglalva, amikor a törökök észrevétlenül a város utcáin jelentek meg. Bánffy Kristóf fegyverbe szólította népét. Elkeseredett harc fejlődött ki, amely a törökök kárára fejeződött be. A Bocskai féle felkelés idején Bánffy Kristóf Alsólendva és Lenti váraival együtt meghódolt a felkelők előtt. 1607. május 29-én Bánffy Kristóf már arról tájékoztatja Batthyány Ferencet, hogy Pribék Mátyás Lenti várkapitány Ráttky Menyhértet beengedte a várba, és a császár számára a várat elfoglalta. Ráttky ezek után átveszi a kapitányságot.
Bánffy Kristóf a méltóságokban gyorsan emelkedett, 1625 augusztus 19. és 1644 között Zala vármegye főispánja, 1622 és 1625 között királyi pohárnokmester, valamint 1625 és 1644 között tárnokmester; 1622. június 22-én II. Ferdinánd magyar királytól alsólendvai Bánffy Kristóf, Bánffy István, Bánffy János, magyar grófi címet szerzett adományban. Bánffy Kristóf három király: II. Mátyás, II. Ferdinánd és III. Ferdinánd koronáztatása ünnepélyén vett részt, mint országzászlós a szertartásokban. Bánffy Kristófban 1644-ik évben az alsólendvai Bánffy család kihalt.

## Házasságai és leszármazottjai
Első feleségét kaposmérei Mérey Anna (†1605. március 16.) kisasszonyt, kaposmérei Mérey Imre, és báró csömöri Zay Magdolna lányát, 1596. október 27-én vette el. Bánffy Kristóf és Mérey Anna frigyéből született:
- Bánffy Miklós (Alsólendva, 1599 január 9.–1627)
- gróf Bánffy István, 1644. június 11. és 1645 között Zala vármegye főispánja, földbirtokos.
- Bánffy Hedvig
- Bánffy Zsófia

Bánffy Kristófnak a második hitvese báró trakostyáni Draskovich Ilona, akinek a szülei trakostyáni báró Draskovits János (1550–1613) horvát bán, a lovasság vezére, és baranyavári és kisasszonyfalvi Istvánffy Éva voltak. Bánffy Kristófné Draskovits Ilona fivére trakostyáni gróf Draskovits János (1603–1648), a Magyar királyság nádora volt. Bánffy Kristóf és Draskovitch Ilona frigyéből csak lánygyermekek születtek így benne 1644-ik évben az alsólendvai Bánffy család kihalt. Özvegye gróf Dráskovich Ilona Alsólendván 1646. évi május 26-án kelt okirat szerint Kerkakutason lakott; Bertalan György jobbágyának 300 birodalmi tallérért zálogba adta, az az által használt házat, telket és malmot. Ezen okirat szerint gróf Dráskovich Ilona 1647. évi február 7-én már nem volt életben. Bánffy Kristóf és Draskovich Ilona gyermekei:
- gróf Bánffy Éva (1614. október 6.−1644 előtt)
- gróf Bánffy Franciska (1617 december 24.). Férje: báró revisnyei Reviczky László.
- gróf Bánffy Petronella (†1618. március 2.)
- gróf Bánffy Bánffy Ilona (1619. január 17.−1644 előtt)
- gróf Bánffy Erzsébet
- gróf Bánffy Péter
- gróf Bánffy Pál
- gróf Bánffy János